# ʿAlī bin Ibrāhīm al-Naʿīmi
ʿAlī bin Ibrāhīm al-Naʿīmi (in arabo علي بن إبراهيم النعيمي‎?; al-Rakah, 2 gennaio 1935) è un dirigente d'azienda e politico saudita.

## Primi anni di vita e formazione
ʿAlī bin Ibrāhīm al-Naʿīmī è nato nel 1935 ad al-Rakah, nella Provincia Orientale. Nel 1947, è entrato nell'Arabian American Oil Company, nell'ambito dei programmi di formazione della compagnia. Ha studiato prima presso il Collegio Internazionale di Beirut e poi presso l'Università americana della città. In seguito, ha studiato negli Stati Uniti, presso la Lehigh University, sempre nell'ambito del programma educativo della società. Nel 1962, ha conseguito un Bachelor of Science in geologia. In seguito ha conseguito un Master of Science in idrologia e geologia economica presso l'Università di Stanford.

## Carriera
Completati gli studi, nel 1957, è entrato nella compagnia petrolifera. Nel 1969, è diventato supervisore del reparto di produzione di Abqayq. È stato quindi promosso assistente direttore e poi direttore della produzione nelle province del Nord (1972-1975). Nel 1975, è diventato vicepresidente per gli Affari di produzione. Nel 1978, è stato nominato vicepresidente per gli affari petroliferi. Nel 1980, è stato eletto membro del consiglio di amministrazione, mentre l'anno successivo è stato promosso alla posizione appena creata di vicepresidente esecutivo degli affari del petrolio e del gas. Nel 1983, è stato nominato presidente dell'Arabian American Oil Company, primo saudita ad assumere questa posizione. Più tardi, dopo l'unione delle cariche di presidente e di amministratore delegato, è stato nominato presidente e chief executive officer.
Nel novembre del 1988, la compagnia cambia il suo nome da Arabian American Oil Company in Saudi Arabian Oil Company (Saudi Aramco).
Il 2 agosto 1995, è diventato ministro delle risorse petrolifere e minerarie, in sostituzione di Hisham Nazer. Ad al-Naʿīmī è succeduto ʿAbd Allāh Ṣāliḥ al-Jumʿa nella guida della compagnia petrolifera.
Nel dicembre 2010, il Consiglio supremo saudita del petrolio, presieduto da re ʿAbd Allāh, ha chiesto ad al-Naʿīmī di nominare il suo successore a capo del dicastero del petrolio.
Il 7 maggio 2016, in occasione del terzo rimpasto di governo del suo regno, re Salmān lo ha sostituito con Khālid ʿAbd al-ʿAzīz al-Fāliḥ, fino a quel momento ministro della sanità ed ex presidente della compagnia Saudi Aramco.

## Altre posizioni
Al-Naʿīmī è presidente del consiglio di amministrazione dell'Università della Scienza e della Tecnologia Re ʿAbd Allāh.

## Vita personale
Risiede a Dhahran, è sposato e ha quattro figli: Rim, Rami, Nada e Mohammad.

## Riconoscimenti
Al-Naʿīmī, nel 2008, è stato citato come una delle persone più influenti del mondo dalla rivista TIME. Nel 2011, è stato incluso nella classifica delle cinquanta persone più influenti dal periodico Bloomberg Markets.